# 特尔玛·卡拉马
特尔玛·卡拉马（英語：Thelma Kalama，1931年3月24日—1999年5月17日），美国女子游泳运动员。她曾代表美国参加1948年夏季奥林匹克运动会游泳比赛，获得女子4×100米自由泳接力金牌。